# Jairo Sanchez
Jairo Sanchez (10 dicembre 1987) è un calciatore britannico delle Isole Cayman, di ruolo centrocampista.

## Carriera

### Club
Ha giocato nella massima serie del campionato delle Isole Cayman con l'Elite.

### Nazionale
Ha esordito in Nazionale nel 2004, prendendo parte a 3 incontri valevoli per le qualificazioni ai Mondiali 2014.